# Cocktail (colecție)
Cocktail este o colecție de cărți publicată de editura Humanitas. Printre titlurile aflate în această colecție se găsesc Fetele din West End, Manuscrisul Anonim, Căsătorie din Interes sau Amanda se Mărită.